# Psychedelic Underground
Psychedelic Underground è il primo album discografico del gruppo di rock d'avanguardia tedesco degli Amon Düül, pubblicato dall'etichetta discografica Metronome Records nel 1969.
L'album fu pubblicato anche con titoli alternativi quali Amon Düül, Minnelied e This Is Amon Düül.

## Tracce
Lato A
1. Ein Wunderhübsches Mädchen Träumt von Sandosa – 16:50 (Amon Düül, Amon Düül)
2. Kaskados Minnelied – 2:47 (Amon Düül, Amon Düül)
3. Mama Düül und ihre Sauerkrautband Spielt Auf – 2:49 (Amon Düül, Amon Düül)

Durata totale: 22:26
Lato B
1. Im Garten Sandosa – 7:42 (Amon Düül, Amon Düül)
2. Der Garten Sandosa im Morgentau – 8:19 (Amon Düül, Amon Düül)
3. Bitterlings Verwandlung – 2:24 (Amon Düül, Amon Düül)

Durata totale: 18:25
- Il brano A1 risulta con due titoli lievemente differenti sull'album originale: sull'etichetta del vinile il titolo è riportato come: Ein Wunderschönes Mädchen Träumt von Sandosa, sul retrocopertina dell'album è scritto Ein Wunderhübsches Mädchen Träumt von Sandosa.

## Musicisti
- Rayner (Rainer Bauer) - chitarra elettrica a 12 corde, voce
- Ulrich (Ulrich Leopold) - basso, basso (bowed)
- Helge (Helge Filanda) - congas, voce, effetti sonori (ambor)
- Krischke (Wolfgang Krischke) - batteria, pianoforte
- Eleonora Romana (Eleonore Romana Bauer) - shaker (schüttelrohr), batteria, voce
- Angelika (Angelika Filanda) - batteria, voce
- Uschi (Uschi Obermaier) - maracas